# Antonio Logozzo
Antonio Logozzo (Gioiosa Ionica, 26 settembre 1954) è un allenatore di calcio ed ex calciatore italiano, di ruolo terzino.

## Carriera

### Giocatore
Terzino destro, cresce nelle giovanili della Bovalinese. La sua carriera professionistica inizia a 19 anni, in Serie C, nell'Acireale. Grazie alla continuità su buoni livelli, passa rapidamente alle categorie superiori: l'anno dopo è in Serie B con l'Avellino, mentre in quello successivo viene chiamato da Costantino Rozzi all'Ascoli, in Serie A.
La stagione 1975-1976, quella del debutto in massima categoria, è però negativa per la squadra bianconera che retrocede tra i cadetti. L'annata successiva, Logozzo rimane nelle Marche soltanto per tre giornate, dopo di che viene ceduto al Verona dove resterà per tre stagioni, l'ultima delle quali conclusa con la retrocessione in Serie B.
Passa quindi alla Sampdoria dove rimarrà pure per un triennio tra i cadetti, quindi viene ceduto in prestito in Serie A al Cagliari, e nell'estate 1982 passa al Bologna, insieme a Giorgio Roselli, Giancarlo Galdiolo e Stefano Brondi, nell'ambito dell'operazione che porta in blucerchiato Roberto Mancini. Con i felsinei disputa una stagione in Serie B e una in Serie C1, segnando in quest'ultima l'unica rete della sua carriera, che risulterà decisiva per la promozione tra i cadetti.
L'annata 1985-1986 lo vede ancora in Serie B con il Catanzaro, ma il campionato finirà con la retrocessione della squadra. Dopo una stagione in Serie C1 con la Nocerina, Logozzo chiuderà quindi la sua carriera agonistica nel 1988, in Serie C2, con un ultimo campionato nelle file dell'Atletico Catania.
Ha complessivamente totalizzato 126 presenze in Serie A, e 205 in Serie B.

### Allenatore
Dopo il ritiro iniziò una carriera di allenatore che tuttavia rimase limitata alle serie minori, tra le altre sulle panchine di Francavilla, Caltagirone, Maceratese, Cariatese e Acicatena, e con il solo acuto di una stagione come tecnico in seconda di Mario Colautti al Messina.
Dopo qualche anno lontano dal calcio, diventa responsabile del reparto Allievi della squadra di Gioiosa Ionica, società che milita nel campionato locale giovanile.